# Kuusivaara (naturreservat)
Kuusivaara är ett naturreservat i Pajala och Övertorneå kommuner i Norrbottens län.
Området är naturskyddat sedan 1997 och är 21,5 kvadratkilometer stort. Reservatet omfattar bergen Kuusivaara, Ahmarova, Airivaara och Puistisvaara samt omgivande myrar och sumpskogar. Reservatets skog består mest av gran med inslag av lövträd. 